# Парадокс картофеля

Визуализация парадокса картофеля: синие квадратики представляют 99 частей воды, а оранжевый — 1 часть сухого вещества (левый рисунок). Чтобы довести соотношение сухого вещества и воды до 1:49, количество воды уменьшается до 49, чтобы сохранить одинаковое количество сухой части (средний рисунок). Это эквивалентно удвоению концентрации сухой части (рисунок справа)

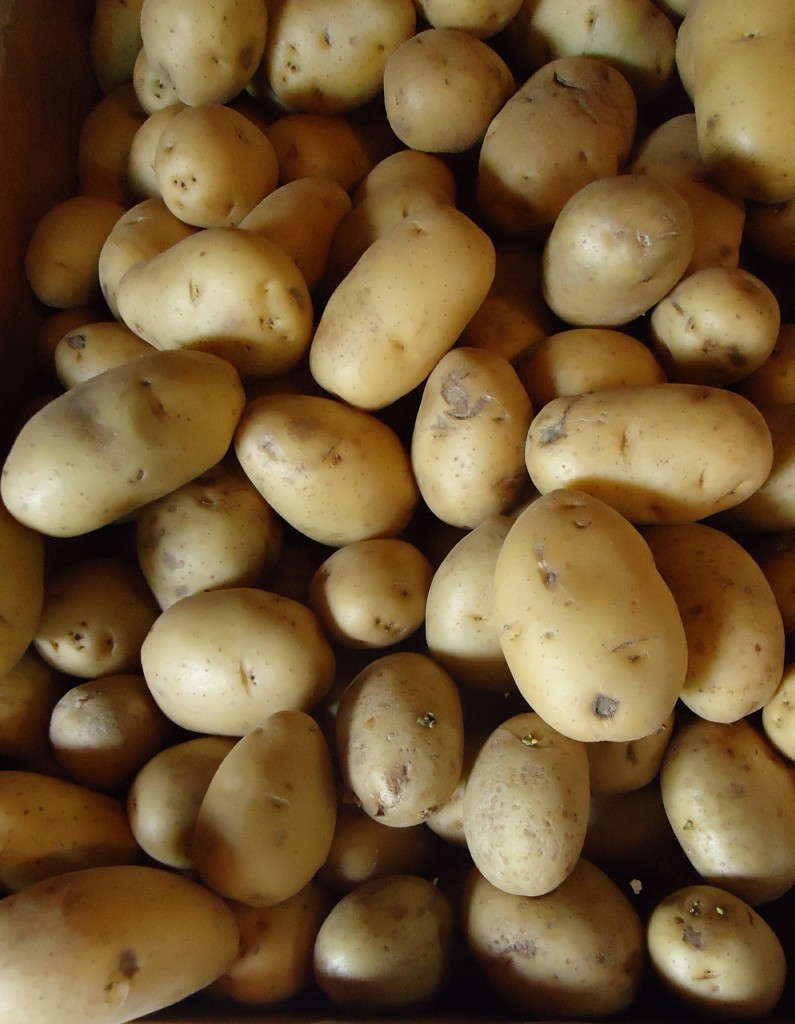
В действительности белый картофель содержит около 79 % воды; 99 % воды содержит, например,
агар-агар

Парадокс картофеля — пример математического расчёта, результат которого противоречит интуиции. Этот парадокс предполагает высушивание картофеля на незначительную на первый взгляд величину, однако вычисляемое изменение массы оказывается больше интуитивно ожидаемого.

## Описание
Парадокс формулируется таким образом:
«Имеется 100 кг картофеля, имеющего 99 процентов воды по массе. Картофель высушивается до значения 98 процентов воды. Какова теперь масса картофеля?»
Учебник The Universal Book of Mathematics Дэвида Дарлинга определяет задачу так:
«Фред приносит домой 100 фунтов картофелин, которые (будучи идеальными математическими картофелинами) на 99 процентов состоят из воды. Он оставляет их на ночь сушиться снаружи, так, что те содержат 98 процентов воды. Каков их новый вес? Неожиданный ответ — 50 фунтов»
В классификации парадоксов Куайна парадокс картофеля относится к «достоверным».

## Простые объяснения

### Способ 1
Одно из объяснений начинает с того, что изначально масса сухого вещества составляет 1 кг, что составляет 1 % от 100 кг. Затем задаётся вопрос: 1 кг — это 2 % от скольких кг? Для того, чтобы эта доля стала в два раза больше, общая масса должна быть вдвое меньше.

### Способ 2
100 кг картофеля, 99 % воды (по массе), означает 99 кг воды и 1 кг сухого остатка. Это соотношение 1:99.
Если количество воды уменьшится до 98 %, сухое вещество составляет 2 % от массы. Соотношение 2:98 уменьшается до 1:49. Поскольку сухое вещество по-прежнему весит 1 кг, вода должна весить 49 кг, что даёт в ответе суммарную массу 50 кг.

## Объяснения с помощью алгебры

### Способ 1
После испарения воды оставшаяся общая масса {\displaystyle x} содержит 1 кг чистого картофеля и {\displaystyle (98/100)x} воды. Это выражается в уравнении:
{\displaystyle {\begin{aligned}1+{\frac {98}{100}}x&=x\\\Longrightarrow 1&={\frac {1}{50}}x\end{aligned}}}
решение которого даёт {\displaystyle x} = 50 кг.

### Способ 2
Масса воды в свежем картофеле составляет {\displaystyle 0{,}99\cdot 100}.
Если {\displaystyle x} — это масса воды, потерянной при сушке картофеля, то {\displaystyle 0{,}98(100-x)} — это вес воды в высушенном картофеле. Поэтому:
{\displaystyle 0{,}99\cdot 100-0{,}98(100-x)=x}
Раскрытие скобок и упрощение:
{\displaystyle {\begin{aligned}99-(98-0{,}98x)&=x\\99-98+0{,}98x&=x\\1+0{,}98x&=x\end{aligned}}}
Вычитание множителя {\displaystyle x} с каждой стороны:
{\displaystyle {\begin{aligned}1+0{,}98x-0{,}98x&=x-0{,}98x\\1&=0{,}02x\end{aligned}}}
И решение:
{\displaystyle {\frac {1}{0{,}02}}={\frac {0{,}02x}{0{,}02}}}
Что даёт массу утраченной воды:
{\displaystyle 50=x}
И массу высушенного картофеля:
{\displaystyle 100-x=100-50=50}

## Следствие
Ответ сохраняется при любом удваивании доли сухого вещества. Например, если картофель изначально содержит 99,999 % воды, снижение процента до 99,998 % по-прежнему требует уменьшения массы вдвое.